# Ernst Fidicin

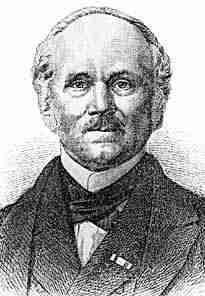
Ernst Fidicin

Ernst Fidicin (* 27. April 1802 in Potsdam; † 19. Dezember 1883 in Berlin) war Leiter des Berliner Stadtarchivs und einer der wichtigsten Vertreter der Berlin-Brandenburgischen Geschichtsforschung im 19. Jahrhundert.

## Werdegang
Ernst Fidicin besuchte in Potsdam die Bürgerschule und das Gymnasium. Nach seinem Militärdienst war er ab 1822 Eleve am Stadtgericht Potsdam. 1828 fand er dann eine Stellung als Schreiber am Kammergericht Berlin.
1848 erlangte Fidicin die Position des ersten hauptamtlichen Archivars Berlins und nahm außerdem die Aufgaben eines Registrators der Stadtverordnetenversammlung wahr. Das Archiv wurde unter seiner Leitung zu einer wichtigen Einrichtung für die städtische Verwaltung und die regionale Geschichtsforschung.

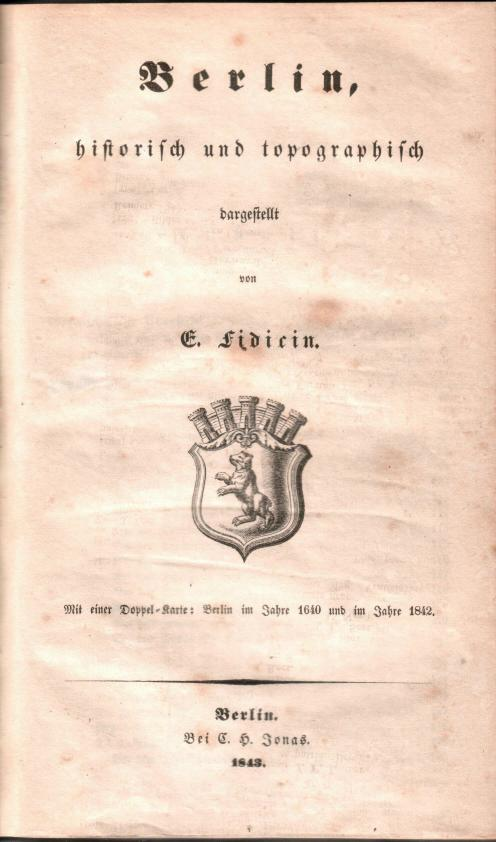
„Berlin – historisch und topographisch“

## Wirken als Historiker
Ernst Fidicins Bemühungen um die Erforschung der Geschichte Berlins und der Mark Brandenburg schlugen sich in mehreren bedeutenden historischen und literarischen Werken nieder. Bei seinen Recherchen fand er 1836 in der Stadtbibliothek Bremen das seit 1728 verschollen geglaubte Berlinische Stadtbuch von 1397; es erschien ein Jahr später als erster Teil der von Fidicin herausgegebenen historisch-diplomatischen Beiträge zur Geschichte der Stadt Berlin. Er gab das Landbuch Kaiser Karls IV. von 1375 heraus und setzte die Siedlungsgeschichte in seinem vierbändigen Werk Die Territorien der Mark Brandenburg fort.
1865 war Fidicin Gründungsmitglied des Vereins für die Geschichte Berlins sowie Mitglied des Vorstandes, später sogar Ehrenvorsitzender. Dabei übernahm er die Aufgabe eines Vereinsbibliothekars und betreute vor allem die vom Verein herausgegebenen Veröffentlichungen der mittelalterlichen Urkunden der Stadt.

## Ehrungen

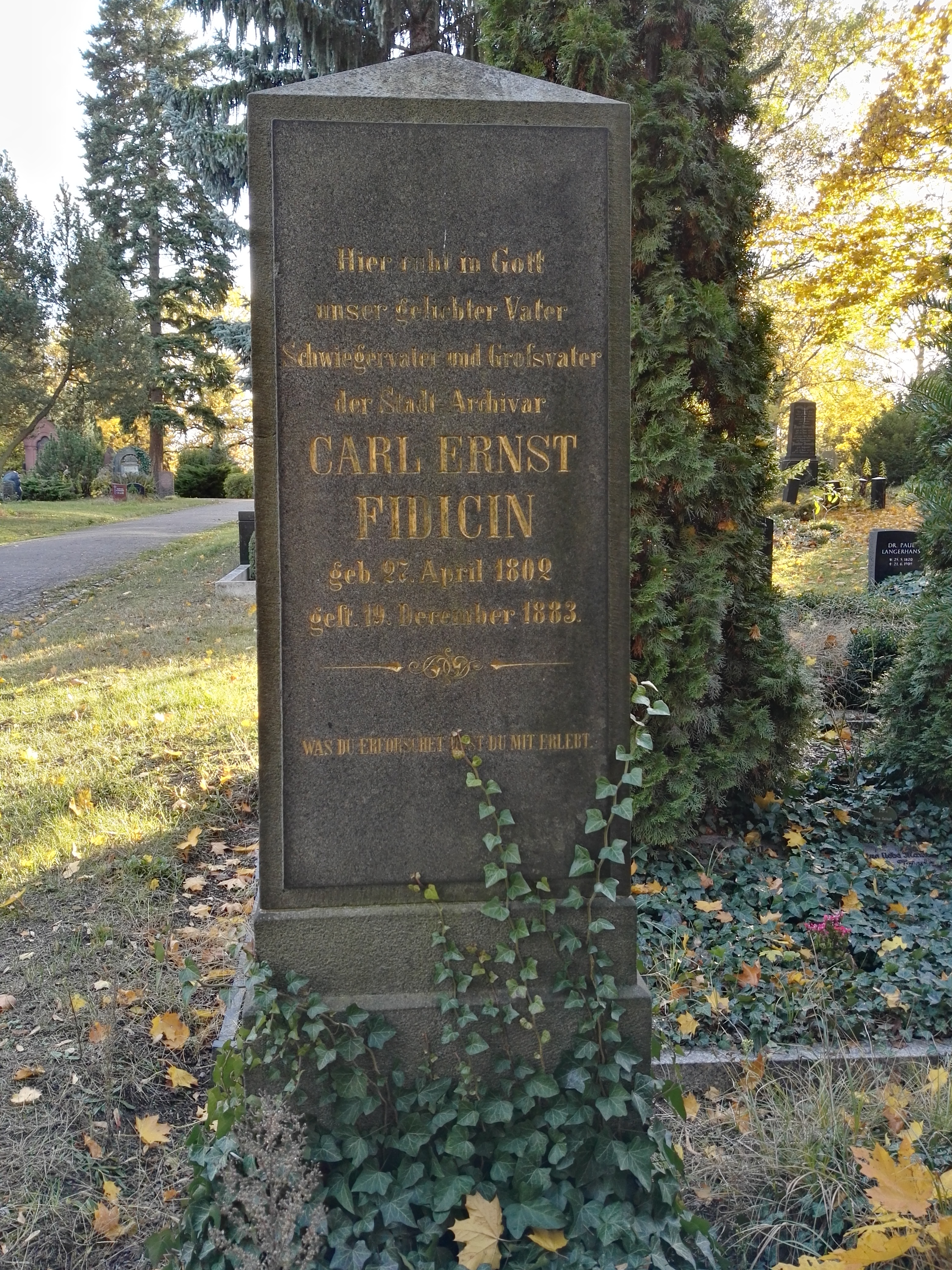
Grabstätte

- 1872: Anlässlich seines 50-jährigen Dienstjubiläums als Berliner Stadtarchivar ließ der Verein für die Geschichte Berlins für ihn eine „Goldene Medaille“ prägen, die ihm von Kaiser Wilhelm I. persönlich überreicht wurde.[1]
- 1882: Erste Verleihung der „Fidicin-Medaille für Förderung der Vereinszwecke“ des Vereins für die Geschichte Berlins.[2]
- 24. April 1890: Benennung der Fidicinstraße in Berlin-Kreuzberg.[3]
- Ehrengrab bis zum Jahr 2014 auf dem Alten Luisenstädtischen Friedhof am Südstern in Berlin-Kreuzberg im Feld 2, G4.[4]

## Werke (Auswahl)
- Historisch-diplomatische Beiträge zur Geschichte der Stadt Berlin. 5 Bände,A. W. Hahn, Berlin 1837–1842, Seite 1 ff. bis 523 oder (Online in der Google-Buchsuche). Nachdruck: Scherer, Berlin 1990, ISBN 3-89433-151-8.
- Die Gründung Berlins. Kritische Beleuchtung der Schrift: Über die Entstehung, das Alter etc. der Städte Berlin und Cöln, von K. F. Klöden, Director der Städtischen Gewerbeschule zu Berlin. Ferdinand Dümmler, Berlin 1840 (books.google.de).
- Berlin, historisch und topographisch. C.H. Jonas, Berlin 1843 (Online).
- Kaiser Karls IV. Landbuch der Mark Brandenburg nach den handschriftlichen Quellen herausgegeben. J. Guttentag, Berlin 1856 (Volltext).
- Die Territorien der Mark Brandenburg oder Geschichte der einzelnen Kreise als Fortsetzung des Landbuchs Kaiser Karls IV. J. Guttentag, Berlin, 4 Bände, 1857–1864. Volltext Band I. Geschichte des Kreises Teltow. 1857.; Volltext 1.2. Kreis Nieder-Barnim. 1857.; Theil II. Volltext Die Geschichte der Stadt und Insel Potsdam. 1858.; Volltext Band III 1860. Nachdruck: De Gruyter, Berlin 1974, ISBN 3-11-003420-4.